# Последняя альтернатива
«Последняя альтернатива» — трехсерийный телеспектакль Ленинградского телевидения 1978 года по мотивам романа Айзека Азимова «Обнажённое солнце» (перевод Т. Левич).

## Сюжет
Детектива Эла Бейли приглашают в один из Внешних миров — Солярию, где произошло загадочное убийство. Солярия отличается изолированностью жителей друг от друга (даже муж с женой видятся по расписанию), что делает убийство невероятным. С детства люди растут в окружении роботов, взрослыми людьми личные контакты воспринимаются как нечто неприличное и являются весьма тяжёлым испытанием. Неподготовленность жителей к убийству вынуждает их согласиться с предложением пригласить землянина. Прибыв на планету, Эл Бейли встречает своего старого знакомого — робота Дана (Р. Дэниел Оливо), в паре с которым они приступают к расследованию.
Постепенно, знакомясь с особенностями жизни обитателей Солярии и преодолевая возникшие на пути расследования препятствия, Бэйли удаётся разобраться в сути произошедшего и не только снять подозрения с невиновного и разоблачить истинного преступника, но и сорвать его планы, ставившие под угрозу мирную жизнь жителей Земли и Внешних миров.

## В ролях
- Игорь Комаров — Эл Бейли
- Георгий Васильев — Дан
- Светлана Крючкова — Гладия
- Людмила Крячун — Кларисса
- Владимир Эренберг — Груэр
- Ростислав Катанский — Атлбиш
- Алексей Цуканов — Либиг
- Михаил Данилов — Квемот
- Давид Либуркин — Миним
- Юрий Герцман, Геннадий Елагин, Сергей Евгранов, Вячеслав Попов, Алексей Цуканов, Н. Панфиленок — роботы

## Отличия от книги
- Мир Даниила называется «Тау Центавра». В оригинале название планеты — Аврора. Согласно вышедшему через несколько лет после фильма продолжению романа, планета находится в системе Тау Кита. Также Солярия названа колонией Земли, в то время как в книге она колонизирована с другого мира космонитов, и землянам неизвестны даже её координаты.
- В книге искусство соляриан полностью абстрактно; в фильме творения Квемота используют как образец человеческую анатомию.
- В спектакле отсутствует один из персонажей книги — доктор Алтим Тул; все связанные с ним события, соответственно, также опущены.
- В книге и фильме преступник пользуется для совершения убийства роботами, но в фильме способ упрощен; убийца прислал робота новой модели, по-видимому не скованного Тремя законами. В книге робот тоже был новой модели, но Законами обладал в полной мере. Уникальность модели состояла в том, что робот имел съемную конечность, которую он подал убийце в качестве орудия. Вследствие этого в фильме остается необъясненной поломка робота, который перегорел в фильме из-за участия в убийстве. Не исключено, правда, что в фильме на самом деле тоже обстояло так, и Бейли просто не хотел привлекать внимания к необходимости человеческого присутствия.
- Имя Гладии произносится с ударением на первый слог; в книге подчеркивается, что оно падает на второй.